# شریب هاشمی
شریب هاشمی (انگلیسی: Sharib Hashmi؛ زادهٔ ۲۵ ژانویهٔ ۱۹۷۶) بازیگر، نویسنده، تهیه‌کننده و کارگردان هندی است که در بالیوود به فعالیت مشغول است. او به خاطر ایفای نقش جی.کی. تالپید در سریال مرد خانواده (۲۰۱۹–۲۰۲۱) که از طریق پلت‌فرم آمازون پرایم ویدئو به نمایش درآمد بیشتر معروف می‌باشد و تاکنون برنده چند جایزه از جمله جایزه خدمات رسانه‌ای بر فراز اینترنت فیلم‌فیر گردیده‌است.

## دوران ابتدایی زندگی و تحصیل
شریب هاشمی در مالاد، بمبئی در یک خانواده از طبقه متوسط بدنیا آمد. پدر او زد.ای. جوهر یک روزنامه‌نگار برجسته فیلم بود. شریب در دبیرستان انگلیسی مدل سنت جان تحصیل کرد و از کالج بهاوانا در بمبئی، هند فارغ‌التحصیل شد.

## فیلم‌شناسی
فیلم
| سال  | نام فیلم              | نقش              | نکات                               | مرجع. |
| ---- | --------------------- | ---------------- | ---------------------------------- | ----- |
| ۲۰۰۸ | میلیونر زاغه‌نشین      | پراکاش           |                                    |       |
| ۲۰۰۸ | حال دل                | ویجو             |                                    |       |
| ۲۰۱۲ | تا وقتی که زنده‌ام     | زین              |                                    |       |
| ۲۰۱۲ | فیلمستان              | سونای            |                                    |       |
| ۲۰۱۵ | شیطنت (Badmashiyaan)  | جسی چوداری       |                                    |       |
| ۲۰۱۷ | پولو                  | پولو             |                                    |       |
| ۲۰۱۸ | چراغ خاموش متر روشن   | ویکاس            |                                    |       |
| ۲۰۱۸ | خاطرات ودکا           | بازرس انکیت دیال |                                    |       |
| ۲۰۱۹ | استادکار(Nakkash)     | صمد              |                                    |       |
| ۲۰۱۹ | چمن کچل               | راج کومار        |                                    |       |
| ۲۰۲۰ | گل ماکایی (Gul Makai) | عطاءالله خان     |                                    |       |
| ۲۰۲۰ | همسر موکل من          | مناس ورما        |                                    |       |
| ۲۰۲۰ | دربان                 | رایچاران         | از طریق زی‌۵ به نمایش درآمد         | [ ۲ ] |
| ۲۰۲۰ | رام سینگ چارلی        | راگونات          | از طریق سونی ال‌آی‌وی به نمایش درآمد |       |
| ۲۰۲۰ | بیشوا                 |                  |                                    |       |
| ۲۰۲۰ | آقا و خان کورانا      | مناو کورانا      |                                    |       |
| ۲۰۲۱ | آوای دل               | بی.کی. آرورا     | از طریق نتفلیکس به نمایش درآمد     |       |
| ۲۰۲۱ | کلاه‌ایمنی             | بونتی            | از طریق زی‌۵ به نمایش درآمد         |       |
| ۲۰۲۲ | جان‌سخت                | فاضل             |                                    |       |
| ۲۰۲۲ | ویکرام ودها           | بابلو            |                                    |       |
| ۲۰۲۳ | مأموریت مجنو          | اسلام عثمانیه    | از طریق نتفلیکس به نمایش درآمد     |       |
| ۲۰۲۳ | برو کنار و مراقب باش  | داروگا           |                                    | [ ۳ ] |
| ۲۰۲۳ | شیو شاستری بالبوآ     | سینموهان سیسنگ   |                                    |       |
| ۲۰۲۳ | تارلا                 | نالین            | از طریق زی‌۵ به نمایش درآمد.        |       |